# توني أبوت (سياسي)
توني أبوت هو سياسي كندي، ولد في 24 نوفمبر 1966 في كندا. حزبياً، نشط في الرابطة التقدمية المحافظة في ألبرتا ‏. وقد انتخب عضو الجمعية التشريعية ألبرتا.